# Alba Adriatica
Alba Adriatica is een gemeente in de Italiaanse provincie Teramo, regio Abruzzen en telt 11.104 inwoners (31-12-2004). De oppervlakte bedraagt 9,5 km2, de bevolkingsdichtheid is 1153 inwoners per km2.
De gemeente is onderverdeeld in de volgende frazioni: Basciani, Villa Fiore.

## Demografie
Alba Adriatica telt ongeveer 4521 huishoudens. Het aantal inwoners steeg in de periode 1991-2001 met 10,9%.
| inwoneraantal 1991                        | inwoneraantal 2001 |
| ----------------------------------------- | ------------------ |
| 9365                                      | 10.389             |
| Cijfers tienjaarlijkse volkstelling ISTAT |                    |

## Geografie
De gemeente ligt op ongeveer 5 m boven zeeniveau. Alba Adriatica grenst aan de volgende gemeenten: Colonnella, Corropoli, Martinsicuro, Tortoreto.

## Externe link

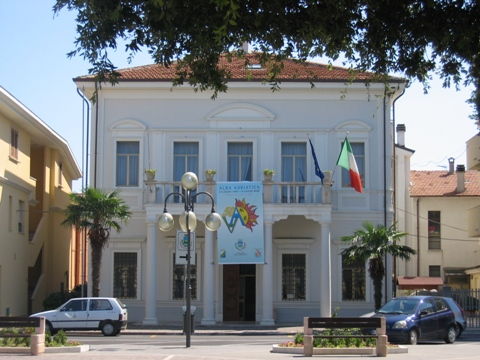
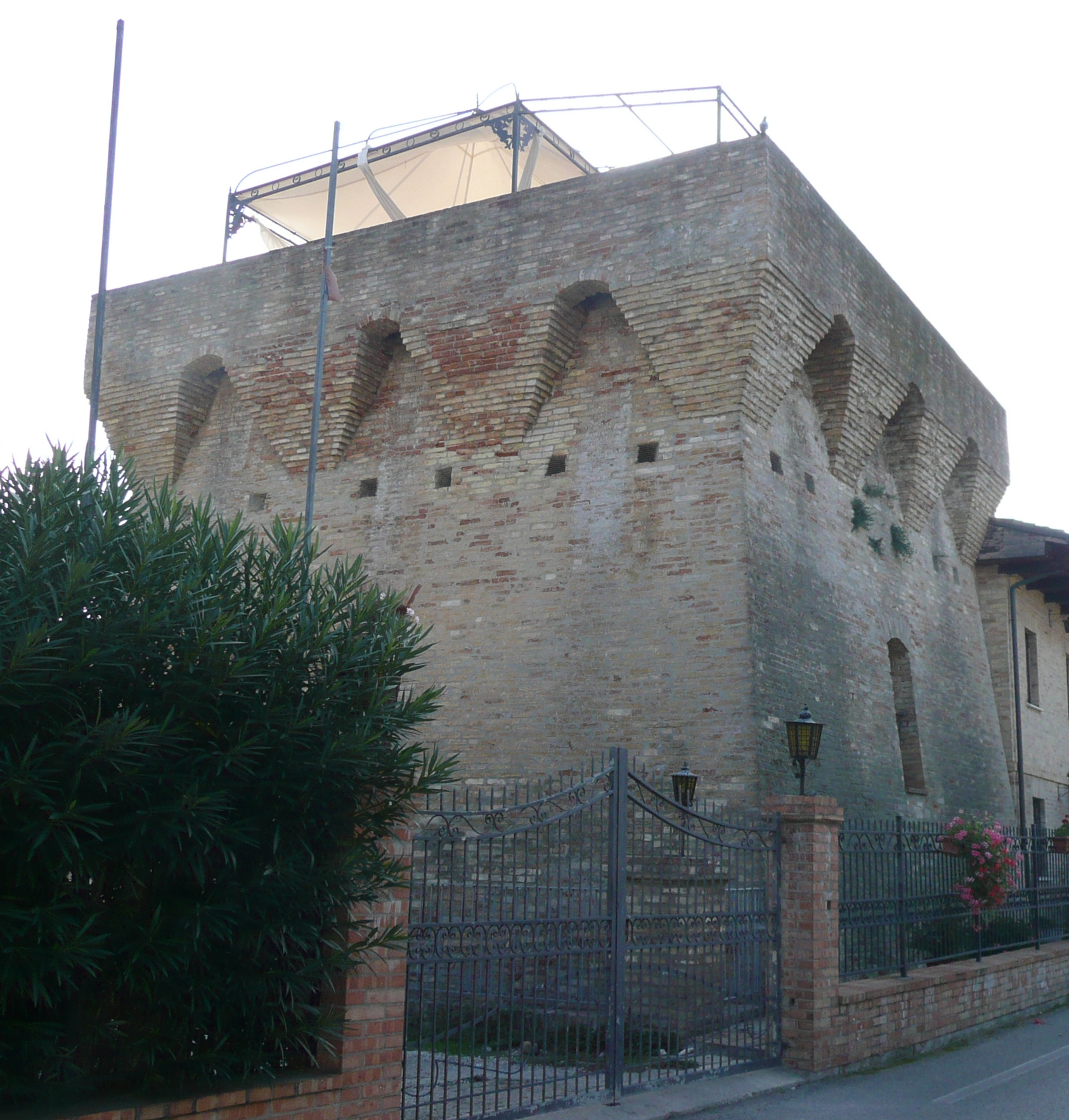
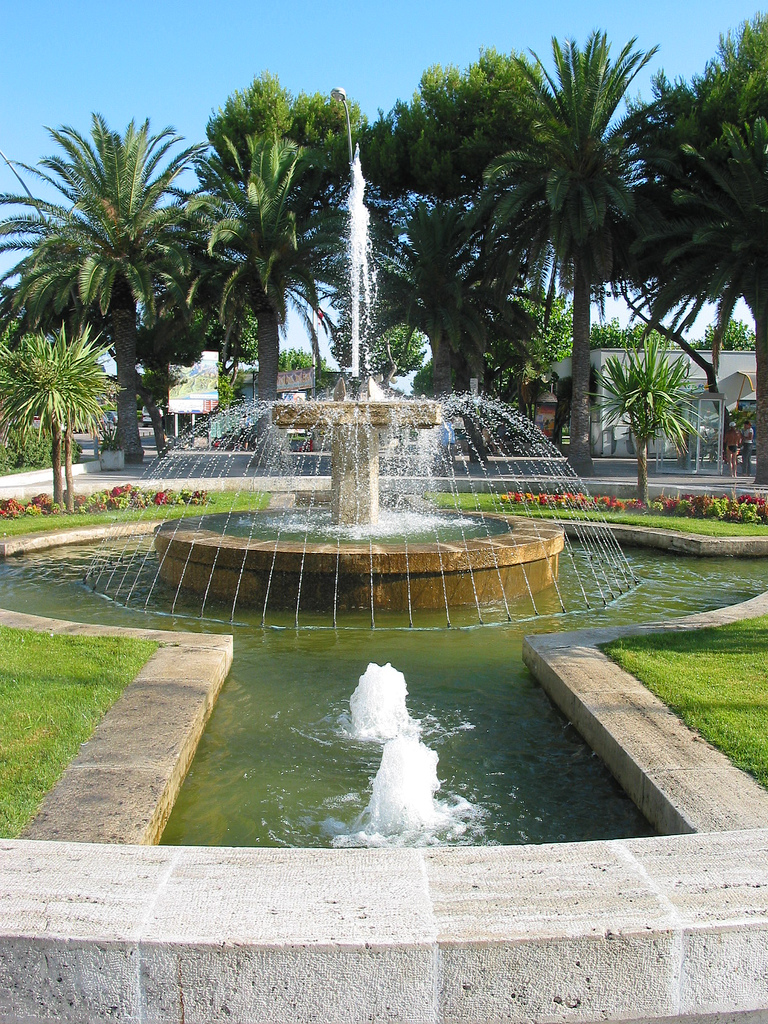